# Lilala Community
Lilala Community är en gemenskap i Lesotho.   Den ligger i distriktet Maseru, i den västra delen av landet, 25 km söder om huvudstaden Maseru.